# Little Sammy Sneeze
Little Sammy Sneeze è una striscia a fumetti a cadenza settimanale creata da Winsor McCay. Littele Sammy Sneeze insieme a Dream of the Rarebit Fiend sono stati la base di studio per Winsor McCay per la creazione di Little Nemo.

## Trama
La trama base è sempre la stessa e comincia con il piccolo Sammy, un bambino di sette anni, che deve starnutire (con l'onomatopea "Chow!"), e il suo potente starnuto può devastare tutto l'ambiente della vignetta o essere la causa di altri guai come essere trattato in malo modo dai comprimari.

## Storia editoriale
La striscia di Little Sammy Sneeze è iniziata il 24 luglio 1904 ed è stata pubblicata fino al 9 dicembre 1906, sul New York Herald, dove Winsor McCay era entrato a far parte del personale nel 1903.
La striscia è divisa sempre in sei vignette.

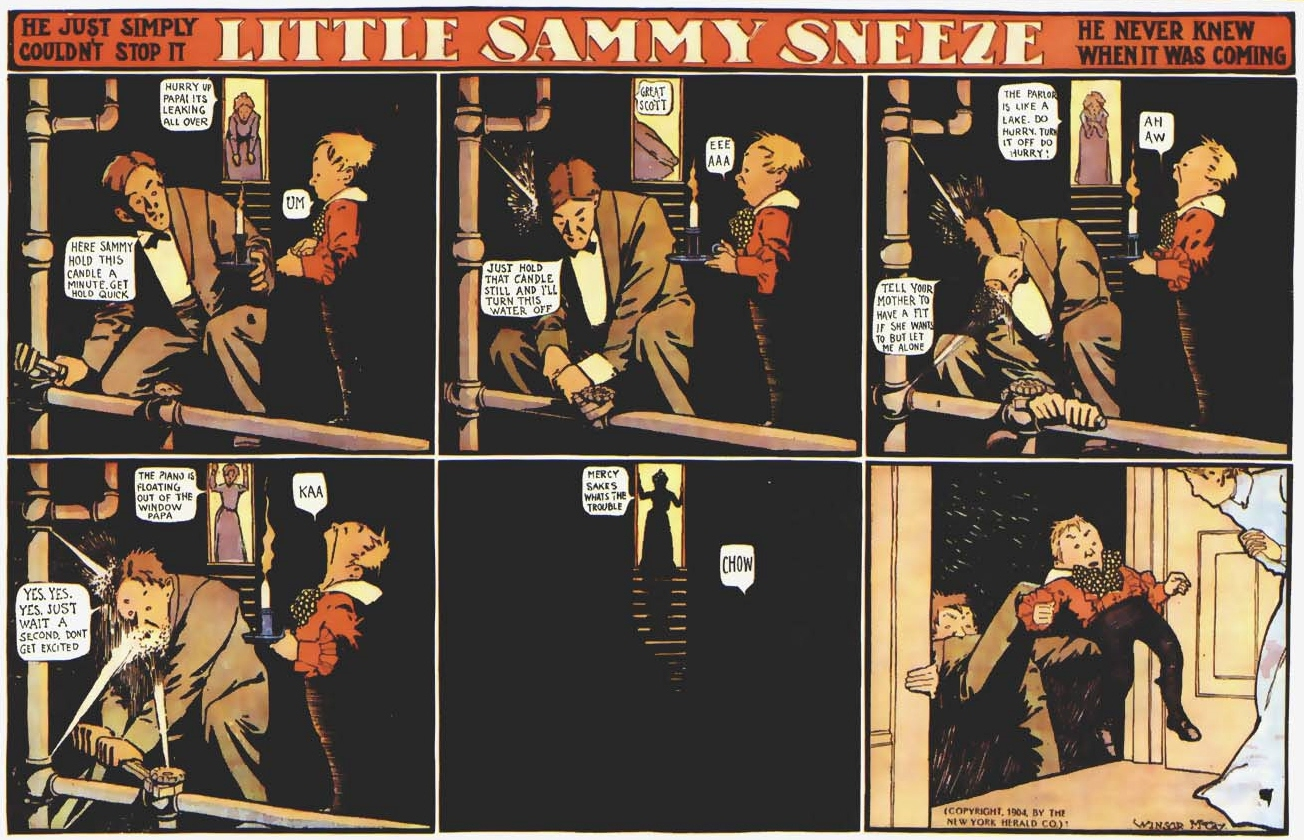
Tavola a colori di Little Sammy Sneeze